# Dawran Aness (huyện)
Huyện Dawran Aness là một huyện thuộc tỉnh Dhamar, Yemen. Đến thời điểm năm 2003, huyện này có dân số 121553 người